# Beschuppter Wacholder
Der Beschuppte Wacholder (Juniperus squamata) ist eine Pflanzenart aus der Familie der Zypressengewächse (Cupressaceae). Er ist im zentralen und östlichen Asien heimisch.

## Beschreibung

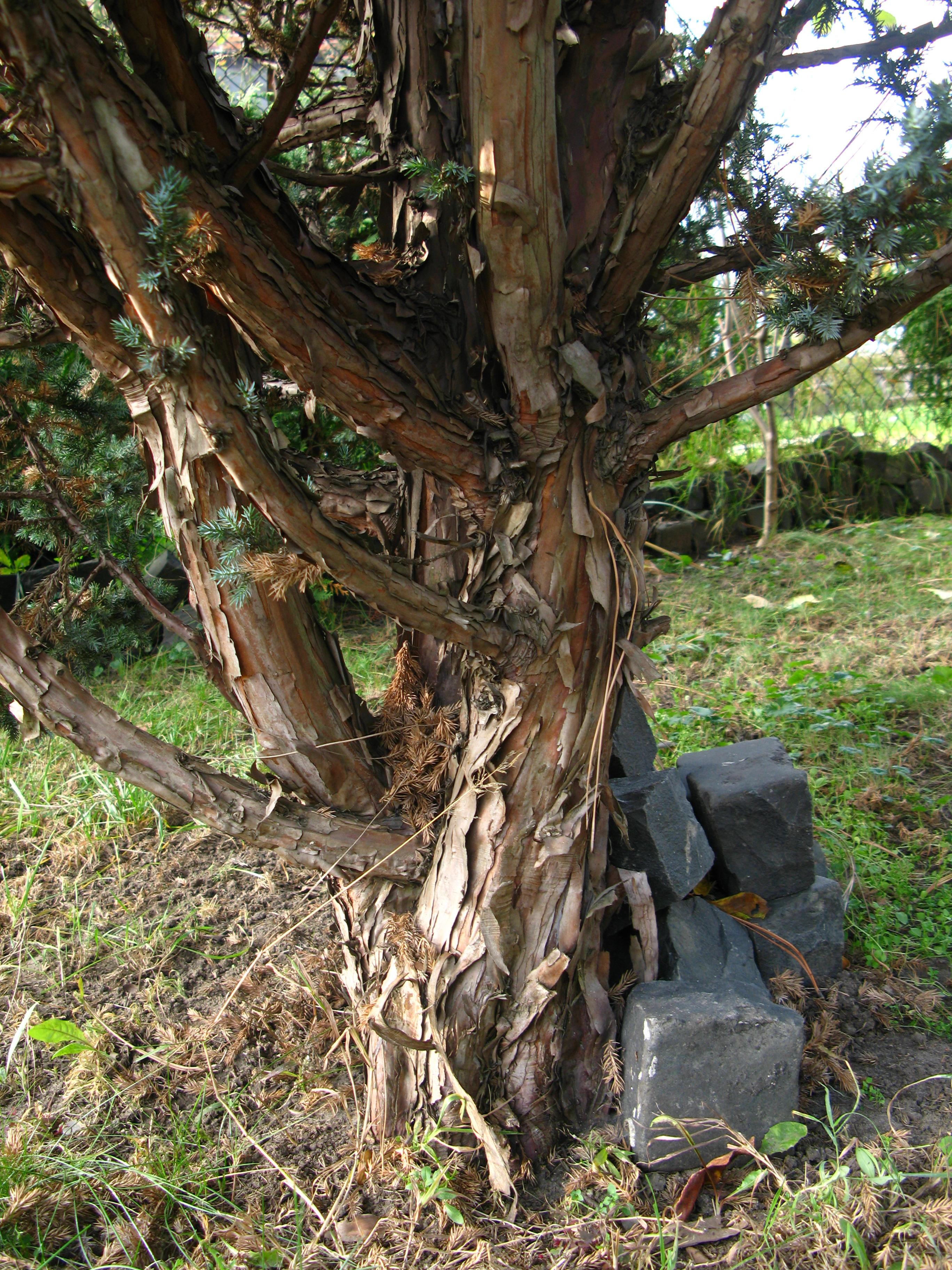
Stamm des Beschuppten Wacholders

Der Beschuppte Wacholder wächst als immergrüner, aufrechter oder niederliegender Strauch oder kleiner Baum, der Wuchshöhen von bis zu 12 Meter erreichen kann. Die Äste gehen aufsteigend oder gerade vom Stamm ab. Die kurzen, geraden oder gebogenen Zweige stehen dicht an den Ästen.
Die nadelförmigen Blätter werden 2,5 bis 10 Millimeter lang und 1 bis 1,5 Millimeter breit und sind gerade oder leicht gebogen. Sie stehen in Dreierwirteln an den Zweigen und haben an der Blattoberseite weiße Stomatabänder. In der Mitte oder an der Basis der Blattunterseite befindet sich eine schmale Furche. Ihre Spitze ist spitz zulaufend und die Blattbasis ist herablaufend.
Die männlichen Blütenzapfen sind bei einem Durchmesser von 3 bis 4 Millimeter eiförmig geformt. Sie enthalten neun bis zwölf Mikrosporophylle, welche je drei Pollensäcken tragen. Die weiblichen Beerenzapfen sind bei einer Länge von 4 bis 8 Millimeter und einer Dicke von 4 bis 6 Millimeter eiförmig bis annähernd kugelig geformt. Zur Reife hin sind sie schwarz bis blauschwarz gefärbt. Jeder Zapfen trägt ein gefurchtes Samenkorn. Die Samen sind bei einer Länge von 3,5 bis 6 Millimeter und einer Breite von 2 bis 5 Millimeter eiförmig geformt und weisen Harzgruben auf.
Die Chromosomenzahl beträgt bei der var. fargesii 2n = 22.

## Verbreitung und Standort
Das natürliche Verbreitungsgebiet des Beschuppten Wacholders liegt im zentralen und östlichen Asien. Es erstreckt sich dort von Afghanistan und Nord-Pakistan im Westen über Kaschmir, den Norden Indiens, China, Nepal und Bhutan bis in das nördliche Myanmar, dem Osten Chinas und der Insel Taiwan im Osten. In China kommt er im südlichen Anhui, im westlichen Fujian, den südlichen Gansu, dem östlichen Guizhou, dem westlichen Hubei, in Shaanxi, Sichuan, Xizang und Yunnan vor.
In China gedeiht der Beschuppte Wacholder in Höhenlagen von 1600 bis 4500 Meter. Er wächst dort vor allem in Wäldern, Dickichten, in Gebirgstälern sowie entlang von Straßen.

## Nutzung
Das Holz des Beschuppten Wacholders findet als Brennholz Verwendung und aus den Pflanzenteilen können ätherische Öle gewonnen werden. Weiters wird die Art als Ziergehölz genutzt.

## Systematik
Die Erstbeschreibung als Juniperus squamata erfolgte 1824 durch Francis Buchanan-Hamilton in A Description of the Genus Pinus, Band 2, Seite 17. Synonyme für Juniperus squamata Buch.-Ham. ex D. Don sind Juniperus recurva var. squamata (Buch.-Ham. ex D.Don) Parl. und Sabina squamata (Buchanan-Hamilton ex D. Don) Antoine.
Die Art kann in bis zu vier Varietäten unterteilt werden:
- Juniperus squamata var. fargesii Rehder & E. H. Wilson wächst als aufrechter oder niederliegender Strauch oder Baum. Die Varietät kommt in China im Huang Shan, in Liancheng Xian, im südlichen Gansu, in Jiangkou, im Taibai Shan sowie in Sichuan und Yunnan vor. Sie wächst dort in Höhenlagen von 1600 bis 4500 Meter. Synonyme sind Juniperus fargesii (Rehder & E. H. Wilson) Komarov, Juniperus kansuensis Komarov und Juniperus lemeeana >H. Léveillé & Blinovskij.[1]
- Juniperus squamata var. hongxiensis Y.F. Yu & L.K. Fu wächst als Strauch. Die Varietät kommt in Meigu im südlichen Sichuan vor, wo sie in Höhenlagen von 3600 bis 3700 Meter wächst.[1]
- Juniperus squamata var. parviflora Y.F. Yu & L.K. Fu wächst als Strauch. Die Varietät kommt im südwestlichen Sichuan vor, wo sie in Höhenlagen von 3200 bis 3800 Meter wächst.[1]
- Juniperus squamata var. squamata ist die Nominatform und wächst als Strauch. Sie kommt fast im gesamten Verbreitungsgebiet in Höhenlagen zwischen 2300 und 4400 Meter vor.[1]

## Gefährdung und Schutz
Der Beschuppte Wacholder wird in der Roten Liste der IUCN als „nicht gefährdet“ eingestuft. Es wird jedoch darauf hingewiesen, dass eine erneute Überprüfung der Gefährdung notwendig ist.